# La terza madre
La terza madre (también llamada The Mother of Tears) es una película de terror italo/estadounidense que constituye la conclusión de la trilogía sobrenatural “Las Tres Madres” de Dario Argento. En esta película se ve la confrontación final con la Madre de las lágrimas, Mater Lachrymarum.
Esta película tuvo su estreno en Italia el 18 de octubre del 2007, en el Festival de Cine de Roma. Su estreno oficial fue el 31 de octubre del 2007

## Sinopsis
Sarah Mandy (Asia Argento) es una estudiante de restauración de obras de arte. En Roma examina una urna, que contiene las cenizas de una bruja conocida como Mater Lachrymarum. El regreso de esta hermosa, pero terrible hechicera trae caos al mundo. Una ola de asesinatos arrasa la capital italiana mientras que las brujas se reúnen para homenajear a su reina .

## Comentarios
El director Dario Argento ha contado en el reparto de la película con su hija Asia y con Daria Nicolodi, madre de Asia y que fue pareja del director (sin embargo, nunca se casaron).

## Producción

### Preproducción

#### Guion de Nicolodi (1980s)
En 1984, Daria Nicolodi dijo en una entrevista junto con Argento que ya habían completado el guion de la película, sin embargo, aún faltaban algunos efectos y locaciones. Sin embargo, esta versión del guion no fue usada en la película. 

#### Guion de Argento (2003/4)
El 29 de noviembre del 2003, en el Festival de Ficción de Trieste, en Italia, Argento mencionó que esperaba comenzar la filmación en agosto del 2004 y que estaba trabajando en el guion. Habló de que incluía temas de misticismo, alquimia, terrorismo y gnosticismo; debido a que muchas personas habían sido torturadas por la Iglesia al creerse del gnosticismo como herejía, así que eso sería el punto inicial en la historia. Habrían pasado 20 años desde que Argento dejó de trabajar en su trilogía de “Las Tres Madres”. La película comenzaría con Mater Lachrymarum en la Edad Media. Argento quería usar una modelo rusa como Mater Lachrymarum pero terminó escogiendo a la actriz israelí Moran Atias. También mencionó que un estudio de Hollywood podría financiar la película.

#### Guion de Anderson y Gierasch (2005/6)
A finales del año 2005, Argento fue al norte de Europa para comenzar el trabajo conceptual de La Terza Madre (in]. Poco después se anunció que Argento le pidió a Jace Anderson y Adam Gierasch que lo ayudaran a escribir el guion final. En estos momentos, el título de la película iba a ser Mater Lachrymarum.
El guion de La Terza Madre seguía siendo mejorado en febrero de 2006, con un borrador que Argento revisó. Este guion comenzaba inmediatamente después de Inferno, cuando una bruja que sobrevivía a la destrucción de la casa de Mater Tenebrarum (otra de las Tres Madres) y observaba a un detective investigar una serie de asesinatos en una Universidad. La filmación iba a comenzar a finales de la primavera del mismo año y ser estrenada entre noviembre del 2006 y enero del 2007. Sin embargo, a inicios del 2006 comenzaron a circular rumores de que Argento había eliminado el guion de Anderson y Gierasch. La revista francesa de horror L'Écran Fantastique mencionó que solo Argento aparecería acreditado como guionista. El 10 de marzo se anunció que la filmación de La Terza Madre iba a retrasarse hasta septiembre.
A mediados de abril se anunció que Argento regresaría a Italia en junio para comenzar a filmar La Terza Madre, que sería producida por las compañías Medusa y Myriad. En mayo del 2006 se decía que el título Mother of Tears iba a ser usado, pero Argento negó esto, simplemente fue el título que la Myriad quería para distribución internacional. En el mismo mes, rumores del Festival de Cannes decían que Sienna Miller iba a tomar el rol de actriz principal. También en Cannes, el gerente de Medusa, Giampaolo Letta dijo que esta película sería como el viejo estilo de Argento (como sus películas previas a Ópera). En julio se avisó que La Terza Madre había sido pospuesta de nuevo hasta el siguiente noviembre o después; y que Asia Argento, la hija de Dario, estaba en el reparto.

### Filmación
A mediados de octubre de 2006, Gierasch dijo que La Terza Madre finalmente iba a ser filmada en el mes. La filmación comenzó en Roma, aunque hubo partes filmadas en Turín y en los estudios de Cinecittà en [(Terni)]

### Posproducción
La edición de La Terza Madre finalizó en marzo del 2007. El doblaje para las versions en italiano e inglés terminó el 5 de abril del 2007.
Los efectos digitales fueron creados por Lee Wilson y Sergio Stivaletti.
El distribuidor italiano de La terza madre, Medusa Film creyó que lo película era muy violante y quería editarla, su principal objeción fue la aparición de sexo perverso en los rituales satánicos de las brujas y un asesinato canibalístico de un personaje principal. Se le pidió a Argento que re-editara la película para hacerla más Mainstream. El 28 de mayo de 2007 fue confirmado que la película tendría una clasificación de 14 en Italia, al perder muchas escenas violentas, que aparecerán en la versión de DVD.

## Promoción
La promoción de la película previa a Cannes 2007 fue limitada, aparecieron muchas imágenes de detrás de las cámaras, la primera oficial en el 27 de noviembre del 2006. Un corto de 18 segundos apareció el 18 de diciembre de 2006 en Cinnecitta.com. Varias fotografías en blanco y negro de la filmación fueron publicadas el 19 de enero del 2007 en el libro Dario Argento et le cinéma de Bernard Joisten. En mayo de 2007, justo antes de Cannes, un póster promocional de la película apareció en la portada de la versión digital de la revista Variety.

### Cannes 2007
El Festival de Cannes pidió que la película estuviera lista a tiempo para ser considerada como competidora del Festival de Cannes del 2007. Sin embargo, la película no fue mostrada totalmente en el festival. El 17 de mayo del 2007, a las 9.30 a. m. Myriad enseñó 20 minutos de la película, consistiendo de ocho largas escenas a una larga audiencia. El corto fue precedido por una advertencia de violencia gráfica.
Estas ocho escenas incluían el inicio completo hasta que Asia abre la urna, la llegada de varios demonios, una escena de Daria Nicolodi poniéndose polvo en la cara, una escena de muerte lésbica, la más importante escena de Udo Kier, Asia corriendo en las calles de Roma, la escena principal de Adam James y la entrada de Mater Lachrymarum. Las reacciones de la audiencia fueron mixtas: la calidad de la actuación variaba y el guion contenía mucha exposición, pero el montage fue bien filmado.

### Post Cannes
El día después de ser mostrada en Cannes, el 18 de mayo, el coguionista Jace Anderson y la actriz Coralina Cataldi-Tassoni estuvieron en el panel de discusión de la película en el Fin de Semana de Horrores de Fangoria, una convención en la costa Oeste de los Estados Unidos. El 27 de mayo, un segundo póster promocional apareció en internet llevando solo el título Mother of Tears (Madre de lágrimas). A inicios de junio, un tráiler cinematográfico apareció en la película Grind House en Italia. Copias grabadas con videocámaras aparecieron en internet. Más de 20 minutos de la película fueron mostrados en la convención de Fangoria en la costa Este de Estados Unidos.

## Reparto
- Asia Argento como Sarah Mandy.
- Daria Nicolodi como Elisa Mandy.
- Udo Kier como Padre Johannes.
- Moran Atias como Mater Lachrymarum.
- Coralina Cataldi-Tassoni como Giselle.
- Philippe Leroy como Guglielmo De Witt.
- Adam James como Michael Pierce.
- Valeria Cavalli como Marta.
- Clive Riche como Uomo col Cappotto.
- Silvia Rubino como Elga.
- Jun Ichikawa (II) como Katerina.

## Banda sonora
Claudio Simonetti compuso la banda sonora de la película a inicios de abril del 2007 después de 4 meses de trabajo. Escogió música clásica con influencia medieval en los coros. Simonetti la describió como muy distinta a sus trabajos previos debido al tema de la película. La música fue influenciada por su propio trabajo en los episodios de la serie Masters of Horror dirigidos por Argento ("Jenifer" y "Pelts") y por compositores como Carl Orff, Jerry Goldsmith y Bernard Herrmann entre otros. La banda sonora incluye música electrónica e influencias del trabajo de Simonetti en viejas películas de Argento como Suspiria y Phenomena.
La obra al final se llama "Dulcis in Fondo" y fue tocada por su banda de Heavy metal, Daemonia.
La banda sonora fue grabada en el Acquario Studio de Castelnuovo en Porto-Roma. Las partes sinfónicas fueron tocadas por la Orquesta D.I.M.I. Las partes corales fueron ejecutadas por el coro "Nova Lyrica" en febrero de 2007. Ambas fueron grabadas en Lead Studios, Roma, con la ayuda de Giuseppe Ranieri.